# メルヴィン・マヌーフ
メルヴィン・マヌーフ（Melvin Manhoef、1976年5月11日 - ）は、オランダの男性総合格闘家、キックボクサー。スリナム共和国パラマリボ出身。元Cage Rage世界ライトヘビー級王者。元IT'S SHOWTIME 85kg MAX世界王者。以前はオランダ現地の発音に近いメルヴィン・マンフーフと表記されていた。

## 来歴
2002年2月24日、K-1 WORLD GP 2002 世界地区予選 オランダ大会で開催された地区予選トーナメントの1回戦でレミー・ボンヤスキーと対戦し、判定負け。
2005年9月10日、Cage Rage 13のCage Rage世界ライトヘビー級王座決定戦でファビオ・ピエモンテと対戦し、パンチでKO勝ち収め王座獲得に成功した。
2006年3月15日、HERO'Sにて大山峻護と対戦。打撃連打で大山を出血させ、1RTKO勝ち。
2006年5月13日、K-1 WORLD GP 2006 in AMSTERDAMで開催されたヨーロッパ GP予選トーナメントの1回戦で富平辰文と対戦。一方的に攻め続けてダウンを2度奪い1RKO勝ち。左手を負傷したため、準決勝を棄権した。
2006年8月5日、HERO'Sライトヘビー級（-85kg）世界最強王者決定トーナメントの準々決勝でクラウスレイ・グレイシーと対戦し、グラウンドパンチの連打で1RTKO勝ち。
2006年10月9日、HERO'Sライトヘビー級世界最強王者決定トーナメントの準決勝で大山峻護と再戦し、パンチの連打によりKO勝利。続く決勝戦では秋山成勲と対戦し、腕ひしぎ十字固めで一本負け。王座獲得を逃した。
2006年12月2日、K-1 WORLD GP 2006 決勝戦のリザーブファイトでレイ・セフォーと対戦。ローやハイキックで攻め続けるもセフォーの右フックでダウンを奪われ、1RKO負け。
2007年12月31日、K-1 PREMIUM 2007 Dynamite!!で西島洋介と対戦。スタンドでの攻防の中、西島をテイクダウンし、マウントポジションからのパンチでKO勝ち。
2008年5月11日、DREAM初参戦となったDREAM.3のミドル級グランプリリザーブマッチでキム・デウォンと対戦し、グラウンドでの頭部への膝蹴りによりTKO勝ち。6月15日、DREAM.4のグランプリ2回戦で桜庭和志と対戦し、TKO勝ち。
2008年9月23日、DREAM.6のミドル級グランプリ準決勝でゲガール・ムサシと対戦し、三角絞めで一本負け。
2008年12月6日、K-1 WORLD GP 2008 FINALのリザーブファイトに出場し、ポール・スロウィンスキーに左フックでKO勝ちを収めた。
2008年12月31日、Dynamite!! 〜勇気のチカラ2008〜で40kg以上体重差があるマーク・ハントと対戦し、開始18秒に右フックでダウンを奪うとパウンドの連打でKO勝ちを収めた。ハントと対戦予定であったジェロム・レ・バンナのインフルエンザによる欠場で、試合数日前に元々この大会に参戦予定であったマヌーフの代理出場が発表された。
2009年3月28日、K-1 WORLD GP 2009 IN YOKOHAMAの第2代K-1ヘビー級王者決定トーナメントに出場。1回戦で前田慶次郎と対戦し、カウンターの右フックでKO負けを喫した。
2009年5月16日、IT'S SHOWTIMEにてステファン・レコと対戦。1・2Rと打撃を当てられず厳しい展開となるが、3R途中にレコがステップを踏んでいる最中に突如、自ら足を痛めてしまい試合が中断。試合続行不可能となったため、マヌーフは思わぬ形でTKO勝利を得た。
2009年7月20日、DREAM.10でパウロ・フィリオと対戦。序盤フィリオを攻めたが、タックルに捕まり腕ひしぎ十字固めで一本負けを喫した。
2009年8月11日、K-1 WORLD GP 2009 IN TOKYOで行われたFINAL16 QUALIFYING GPに出場。1回戦でラマザン・ラマザノフにKO勝ちするも、右足裂傷のため準決勝を棄権した。
2009年9月26日、K-1 WORLD GP 2009 IN SEOUL FINAL16のWORLD GP1回戦に推薦枠で出場。前年の王者レミー・ボンヤスキーと対戦し判定負け。
2009年12月31日、Dynamite!! 〜勇気のチカラ2009〜のDREAM vs SRC 対抗戦で三崎和雄と対戦。打撃でダウンを奪うとパウンドでTKO勝ちを収めた。
2010年1月30日、Strikeforce初参戦となった「Strikeforce: Miami」でロビー・ローラーと対戦。パンチの連打とローキックでローラーを優勢に攻めていくが、腕が下がり顔面が空いた瞬間にカウンターの右フックを受けダウン。続けざまのパウンドでKO負けを喫した。
2010年5月29日、IT'S SHOWTIME95kg級タイトルマッチでタイロン・スポーンと対戦予定だったが、スポーン欠場のためグーカン・サキと無差別級で対戦し、KO負け。
2010年7月10日、DREAM.15のライトヘビー級王座挑戦者決定戦で水野竜也と対戦。序盤打撃で優位に攻めるが、水野にパンチでダウンを奪われ、グラウンド状態からのアームロックで一本負け。
2012年3月31日、ONE FC 3で中西良行と対戦。1R2分過ぎに両者の足から出血が見られドクターチェックが行われた。マヌーフは脛が割れて出血が見られ、中西も膝から出血していたため、リングドクターが両者試合続行不能という判断を下し、試合はノーコンテストとなった。
2012年12月31日、DREAM.18 & GLORY 4でデニス・カーンと対戦。カーンがマヌーフをラッシュで攻め立てるが、その際にマヌーフが膝蹴りを腹部に打ってダウンを奪い、1RTKO勝ちを収めた。
2013年6月8日、KSW 23にてマメッド・ハリドヴと対戦し、ギロチンチョークで1R一本負けを喫した。
2016年5月20日、Bellator 155のBellator世界ミドル級タイトルマッチでハファエル・カルバーリョと対戦し、1-2の判定負けを喫し王座獲得に失敗した。
2017年4月8日、Bellator 176のBellator世界ミドル級タイトルマッチでハファエル・カルバーリョと再戦。左ハイキックでKO負けを喫し王座獲得に失敗した。
2017年10月29日、WFL: Manhoef vs. Bonjaskyにて、レミー・ボンヤスキーと対戦。4度目の対戦にして初勝利を挙げた。キックボクシングはこの試合で引退し、総合格闘技に専念すると発表した。
2022年9月23日、Bellator 285でライトヘビー級ランキング7位のヨエル・ロメロと対戦し、グラウンドの肘打ち連打で3RKO負け。試合後に総合格闘技からの引退を発表した。
2022年12月28日、INOKI BOM-BA-YE × 巌流島 in 両国で復帰。イゴール・タナベと対戦し、1Rにヒールフックで一本負けを喫した。

## 人物・エピソード
- 「俺は殴りあいを愛している」と公言し、そのファイトスタイルから「猛獣」「欧州の狂拳」「人食いマヌーフ」などのニックネームで呼ばれている。
- ミドル級の体格でありながらヘビー級契約の試合もこなしている。総合格闘家としてデビューしたが、打撃の強さからキックボクシングやK-1ルールの試合にも参戦している。K-1 WORLD GP 2002 世界地区予選 オランダ大会ではレミー・ボンヤスキーとも、ダウンを奪われるまでは肉薄した戦いを見せていた。
- 気性の荒さから、2003年頃まではプロの格闘家でありながら朝から晩まで喧嘩に明け暮れていた。何度も警察に逮捕されて刑務所に入っており、見かねた警察はマヌーフの出所後も足首にGPS（衛星利用測位システム）を付けて監視し続けたほどであった。当人もマフィアに落ちぶれても構わないと考えていたが、会長から「喧嘩をして2年間刑務所暮らしをするより、このジムを刑務所だと思って俺の言う通りやって見てはどうだ？」と諭されたことを皮切りに2004年以降は練習に励む。ジムに通う子供達の模範となるべく努力を重ねており、問題児が集まったグループの更生にも取り組んでいる。マヌーフはボンヤスキーとの初対戦が自分の人生の分岐点となったと語っている[3]。また、オランダ国内でキックボクシングを習っている子供達のため自ら大会を開いている。
- 2022年3月29日、オランダのランツメールの自宅に侵入しようとしてた3人の強盗を発見すると、車に乗って逃走した3人組を追跡。カーチェイスを繰り広げた末、3人組の車の後部にマヌーフの車を激突させて停車させ、拳で窓ガラスを叩き割ると、3人組を車から引きずり出して警察に引き渡した[4][5]。

## 戦績

### 総合格闘技
| 総合格闘技 戦績 | 総合格闘技 戦績 | 総合格闘技 戦績 | 総合格闘技 戦績 | 総合格闘技 戦績 | 総合格闘技 戦績 | 総合格闘技 戦績 |
| --------------- | --------------- | --------------- | --------------- | --------------- | --------------- | --------------- |
| 51 試合         | (T)KO           | 一本            | 判定            | その他          | 引き分け        | 無効試合        |
| 32 勝           | 29              | 0               | 3               | 0               | 1               | 2               |
| 17 敗           | 7               | 8               | 2               | 0               | 1               | 2               |

| 勝敗 | 対戦相手                     | 試合結果                             | 大会名 | 開催年月日     |
| ×    | イゴール・タナベ             | 1R 1:58 ヒールフック                 | INOKI BOM-BA-YE × 巌流島 in 両国                                                                              | 2022年12月28日 |
| ×    | ヨエル・ロメロ               | 3R 3:34 KO（グラウンドの肘打ち連打） | Bellator 285: Henderson vs. Queally                                                                           | 2022年9月23日  |
| ×    | コーリー・アンダーソン       | 2R 2:34 TKO（グラウンドの肘打ち）    | Bellator 251: Manhoef vs. Anderson                                                                            | 2020年11月5日  |
| ○    | ヤニック・バハティ           | 1R 2:29 TKO                          | Bellator 230                                                                                                  | 2019年10月12日 |
| ○    | ケント・キャピネン           | 5分3R終了 判定3-0                    | Bellator 223                                                                                                  | 2019年6月22日  |
| ×    | ハファエル・カルバーリョ     | 4R 3:15 KO（左ハイキック）           | Bellator 176: Carvalho vs. Manhoef 2 【Bellator世界ミドル級タイトルマッチ】                                   | 2017年4月8日   |
| ×    | ハファエル・カルバーリョ     | 5分5R終了 判定1-2                    | Bellator 155: Carvalho vs. Manhoef 【Bellator世界ミドル級タイトルマッチ】                                     | 2016年5月20日  |
| ○    | 加藤久輝                     | 1R 3:43 KO（左フック）               | Bellator 146: Kato vs. Manhoef                                                                                | 2015年11月20日 |
| －   | アレキサンダー・シュレメンコ | ノーコンテスト（薬物検査失格）       | Bellator 133: Shlemenko vs. Manhoef                                                                           | 2015年2月13日  |
| ×    | ジョー・シリング             | 2R 0:32 KO（スタンドパンチ連打）     | Bellator 131: Tito vs. Bonnar                                                                                 | 2014年11月15日 |
| ○    | ダグ・マーシャル             | 1R 1:45 KO（右フック）               | Bellator 125                                                                                                  | 2014年9月19日  |
| ○    | エヴァンゲリスタ・サイボーグ | 1R 0:46 TKO（パンチ連打）            | Gringo Super Fight 10 【GSFウェルター級王座決定戦】                                                           | 2014年4月27日  |
| ×    | マメッド・ハリドヴ           | 1R 2:09 ギロチンチョーク             | KSW 23: Khalidov vs. Manhoef                                                                                  | 2013年6月8日   |
| ×    | ブロック・ラーソン           | 5分3R終了 判定0-3                    | ONE FC 8: Kings and Champions                                                                                 | 2013年4月5日   |
| ○    | デニス・カーン               | 1R 0:50 TKO（ボディへの膝蹴り）      | DREAM.18 & GLORY 4 〜大晦日 SPECIAL 2012〜                                                                    | 2012年12月31日 |
| ○    | 川村亮                       | 1R 4:40 KO（右フック）               | ONE FC 6: Rise of Kings                                                                                       | 2012年10月6日  |
| ○    | キム・ジェヨン               | 5分3R終了 判定2-1                    | ROAD FC 009: Beatdown                                                                                         | 2012年9月15日  |
| －   | 中西良行                     | 1R 2:08 ノーコンテスト（両者負傷）   | ONE FC 3: War of the Lions                                                                                    | 2012年3月31日  |
| ×    | ティム・ケネディ             | 1R 3:41 チョークスリーパー           | Strikeforce: Feijao vs. Henderson                                                                             | 2011年3月5日   |
| ×    | 水野竜也                     | 1R 7:38 アームロック                 | DREAM.15 【DREAMライトヘビー級王座挑戦者決定戦】                                                              | 2010年7月10日  |
| ×    | ロビー・ローラー             | 1R 3:33 KO（右フック→パウンド）      | Strikeforce: Miami                                                                                            | 2010年1月30日  |
| ○    | 三崎和雄                     | 1R 1:49 TKO（左フック）              | Dynamite!! 〜勇気のチカラ2009〜                                                                               | 2009年12月31日 |
| ×    | パウロ・フィリオ             | 1R 2:36 腕ひしぎ十字固め             | DREAM.10 ウェルター級グランプリ2009 決勝戦                                                                    | 2009年7月20日  |
| ○    | マーク・ハント               | 1R 0:18 KO（右フック→パウンド）      | Dynamite!! 〜勇気のチカラ2008〜                                                                               | 2008年12月31日 |
| ×    | ゲガール・ムサシ             | 1R 1:28 三角絞め                     | DREAM.6 ミドル級グランプリ2008 決勝戦 【ミドル級グランプリ 準決勝】                                           | 2008年9月23日  |
| ○    | 桜庭和志                     | 1R 1:30 TKO（パウンド）              | DREAM.4 ミドル級グランプリ2008 2nd ROUND 【ミドル級グランプリ 2回戦】                                         | 2008年6月15日  |
| ○    | キム・デウォン               | 1R 4:08 TKO（パウンド）              | DREAM.3 ライト級グランプリ2008 2nd ROUND 【ミドル級グランプリ リザーブマッチ】                                | 2008年5月11日  |
| ○    | 西島洋介                     | 1R 1:49 KO（マウントパンチ）         | K-1 PREMIUM 2007 Dynamite!!                                                                                   | 2007年12月31日 |
| ○    | ファビオ・シウバ             | 1R 1:00 TKO（パウンド）              | HERO'S 2007 ミドル級世界王者決定トーナメント決勝戦                                                            | 2007年9月17日  |
| ○    | ベルナール・アッカ           | 1R 2:13 KO（スタンドパンチ連打）     | HERO'S 2007 ミドル級世界王者決定トーナメント開幕戦                                                            | 2007年7月16日  |
| ×    | ユン・ドンシク               | 2R 1:17 腕ひしぎ十字固め             | Dynamite!! USA                                                                                                | 2007年6月2日   |
| ○    | 高橋義生                     | 1R 2:36 TKO（右フック→パウンド）     | HERO'S 2007 開幕戦 〜名古屋初上陸〜                                                                           | 2007年3月12日  |
| ×    | 秋山成勲                     | 1R 1:58 腕ひしぎ十字固め             | HERO'S 2006 ミドル&ライトヘビー級世界最強王者決定トーナメント決勝戦 【ライトヘビー級トーナメント 決勝】       | 2006年10月9日  |
| ○    | 大山峻護                     | 1R 1:04 KO（スタンドパンチ連打）     | HERO'S 2006 ミドル&ライトヘビー級世界最強王者決定トーナメント決勝戦 【ライトヘビー級トーナメント 準決勝】     | 2006年10月9日  |
| ○    | クラウスレイ・グレイシー     | 1R 9:12 TKO（パウンド）              | HERO'S 2006 ミドル&ライトヘビー級世界最強王者決定トーナメント準々決勝 【ライトヘビー級トーナメント 準々決勝】 | 2006年8月5日   |
| ○    | イアン・フリーマン           | 1R 0:17 KO（スタンドパンチ連打）     | Cage Rage 17: Ultimate Challenge 【Cage Rage世界ライトヘビー級タイトルマッチ】                                | 2006年7月1日   |
| ○    | 大山峻護                     | 1R 2:51 TKO（カット）                | HERO'S 2006                                                                                                   | 2006年3月15日  |
| ○    | エヴァンゲリスタ・サイボーグ | 2R 3:51 KO（スタンドパンチ連打）     | Cage Rage 15: Adrenalin Rush 【Cage Rage世界ライトヘビー級タイトルマッチ】                                    | 2006年2月4日   |
| ○    | ファビオ・ピエモンテ         | 1R 0:51 KO（パンチ）                 | Cage Rage 13: No Fear 【Cage Rage世界ライトヘビー級王座決定戦】                                               | 2005年9月10日  |
| ○    | ポール・カフーン             | 1R TKO（パンチ連打）                 | Cage Fighting Championships 4                                                                                 | 2005年7月3日   |
| ○    | ボブ・シュライバー           | 5分2R終了 判定3-0                    | IT'S SHOWTIME: Amsterdam Arena                                                                                | 2005年6月12日  |
| ○    | ラディスラヴ・ザック         | 1R 0:37 TKO（タオル投入）            | Queens Fight Night                                                                                            | 2005年4月30日  |
| ○    | マチアス・リチオ             | 1R 3:01 TKO（パンチ連打）            | Cage Rage 10: Deliverance                                                                                     | 2005年2月26日  |
| ×    | ロドニー・ファベイラス       | 2R 4:43 KO（パンチ）                 | IT'S SHOWTIME: Amsterdam Arena                                                                                | 2004年5月20日  |
| ○    | スレーヴァマー・モルナル     | 1R KO（パンチ連打）                  | Heaven or Hell                                                                                                | 2004年4月8日   |
| ○    | アレクサンドル・ガクシェンコ | 1R 6:57 KO（パンチ連打）             | M-1 MFC: Russia vs. The World 5                                                                               | 2003年4月6日   |
| ×    | ボブ・シュライバー           | 1R 4:01 TKO（パンチ連打）            | 2H2H 6: Simply the Best 6                                                                                     | 2003年3月16日  |
| ○    | ミカ・イルメン               | 1R 0:28 KO（パンチ）                 | IT'S SHOWTIME: As Usual                                                                                       | 2002年9月29日  |
| ○    | ポール・カフーン             | 2R 2:07 TKO（タオル投入）            | Rings Holland: Saved by the Bell                                                                              | 2002年6月2日   |
| ○    | ヒュージーン・シフト         | 1R KO（パンチ連打）                  | Hoogwoud Fight Gala: Free Fight                                                                               | 2001年12月15日 |
| △    | ロドニー・ファベイラス       | 5分2R終了 ドロー                     | Rings Holland: The Kings of the Magic Ring                                                                    | 1999年6月20日  |
| ○    | ジョーディー・ジャーンカーズ | 2R 3:37 TKO（掌打）                  | Battle of Amstelveen                                                                                          | 1995年12月2日  |

### キックボクシング
| キックボクシング 戦績 | キックボクシング 戦績 | キックボクシング 戦績 | キックボクシング 戦績 | キックボクシング 戦績 | キックボクシング 戦績 | キックボクシング 戦績 |
| --------------------- | --------------------- | --------------------- | --------------------- | --------------------- | --------------------- | --------------------- |
| 52 試合               | (T)KO                 | 判定                  | その他                | 引き分け              | 無効試合              |                       |
| 38 勝                 | 27                    | 10                    | 0                     | 0                     | 0                     |                       |
| 14 敗                 | 6                     |                       |                       | 0                     | 0                     |                       |

| 勝敗 | 対戦相手                   | 試合結果                                                        | 大会名                                                                       | 開催年月日     |
| ○    | レミー・ボンヤスキー       | 3R終了 判定                                                     | WFL: Manhoef vs. Bonjasky                                                    | 2017年10月29日 |
| ×    | アレクサンドル・ネグレア   | 3R終了 判定0-3                                                  | Bellator Kickboxing 1                                                        | 2016年4月16日  |
| ×    | セザール・コルドバ         | 1R 2:59 TKO（レフェリーストップ）                               | International Fighting Championship                                          | 2014年7月25日  |
| ×    | フィリップ・ヴェルリンデン | 3R終了 判定0-2                                                  | Glory 17: Los Angeles                                                        | 2014年6月21日  |
| ×    | ザビット・サメドフ         | 3R終了 判定0-3                                                  | Legend 2: Invasion                                                           | 2013年11月9日  |
| ×    | タイロン・スポーン         | 3R終了 判定0-3                                                  | It's Showtime 2012 in Leeuwarden                                             | 2012年1月28日  |
| ×    | グーカン・サキ             | 2R TKO（レフェリーストップ：左フック）                          | It's Showtime 2010 Amsterdam                                                 | 2010年5月29日  |
| ×    | レミー・ボンヤスキー       | 3R終了 判定0-3                                                  | K-1 WORLD GP 2009 IN SEOUL FINAL16 【WORLD GP 1回戦】                        | 2009年9月26日  |
| ○    | デネス・ラクス             | 3R KO                                                           | IT'S SHOWTIME 【IT'S SHOWTIME 85kg MAX世界王座決定戦】                       | 2009年8月29日  |
| ○    | ラマザン・ラマザノフ       | 1R 2:16 KO（2ノックダウン：パンチ連打）                         | K-1 WORLD GP 2009 IN TOKYO 【FINAL16 QUALIFYING GP 1回戦】                   | 2009年8月11日  |
| ○    | ステファン・レコ           | 3R TKO（左足の自傷）                                            | IT'S SHOWTIME                                                                | 2009年5月16日  |
| ×    | 前田慶次郎                 | 1R 2:02 KO（右フック）                                          | K-1 WORLD GP 2009 IN YOKOHAMA 【第2代K-1ヘビー級王者決定トーナメント 1回戦】 | 2009年3月28日  |
| ○    | ポール・スロウィンスキー   | 1R 2:26 KO（2ノックダウン：左フック）                           | K-1 WORLD GP 2008 FINAL 【リザーブファイト】                                 | 2008年12月6日  |
| ×    | レミー・ボンヤスキー       | 3R 1:59 KO（右ハイキック） カウント中のレフェリーによるストップ | K-1 WORLD GP 2008 IN AMSTERDAM 【スーパーファイト】                          | 2008年4月26日  |
| ○    | ルスラン・カラエフ         | 1R 0:31 KO（左フック）                                          | K-1 WORLD GP 2007 IN AMSTERDAM                                               | 2007年6月23日  |
| ×    | レイ・セフォー             | 1R 0:40 KO（右フック）                                          | K-1 WORLD GP 2006 in TOKYO 決勝戦 【リザーブファイト】                       | 2006年12月2日  |
| ○    | 富平辰文                   | 1R 2:10 KO（右フック）                                          | K-1 WORLD GP 2006 in AMSTERDAM 【ヨーロッパ GP予選トーナメント 1回戦】       | 2006年5月13日  |
| ○    | 桜木裕司                   | 2R 2:53 KO（3ノックダウン）                                     | Muay Thai Champions League XIII                                              | 2005年4月9日   |
| ×    | ゼバット・ポーツラック     | 3R 2:55 KO（左フック）                                          | Gala Gym Alkmaar                                                             | 2005年2月12日  |
| ○    | アンスタシオ・スタフェロス | 1R KO                                                           | Xena Sports Victory or Hell 3                                                | 2002年4月21日  |
| ×    | レミー・ボンヤスキー       | 3R終了 判定0-3                                                  | K-1 WORLD GP 2002 世界地区予選 オランダ大会 【地区予選トーナメント 1回戦】   | 2002年2月24日  |
| ×    | アーシュイン・バルラック   | 5R終了 判定0-3                                                  | The Fights of the Gladiators                                                 | 1999年3月27日  |
| ○    | ジャン・ジャック           | 2R KO（左フック）                                               | The Fight of the Champions                                                   | 1998年9月26日  |
| ×    | レスリー・ナイマン         | KO                                                              | Thai/Kickboxing Zaandam                                                      | 1996年9月28日  |
| ×    | サミール・ベナゾーズ       | 3R KO                                                           | Thai/Kickboxing Nijmegen                                                     | 1996年3月16日  |

## 獲得タイトル
- 第3代Cage Rage世界ライトヘビー級王座（2005年）
- 初代IT'S SHOWTIME 85kg MAX世界王座（2009年）
- Gringo Super Fightウェルター級王座（2014年）